# Porumbacu de Jos
Porumbacu de Jos es una comuna ubicada en el distrito de Sibiu, Rumania.

## Superficie
Posee una superficie de 184,9 kilómetros cuadrados.

## Demografía
Hasta 2021 la población era de 2876 habitantes, con una densidad de población de 15,56 habitantes por kilómetro cuadrado.